# Phaonia nigriventris
Phaonia nigriventris este o specie de muște din genul Phaonia, familia Muscidae. A fost descrisă pentru prima dată de Albuquerque în anul 1954. Conform Catalogue of Life specia Phaonia nigriventris nu are subspecii cunoscute.